# CfA紅移巡天
CfA紅移巡天（紅移巡天天體物理學中心）是哈佛-史密松天体物理中心第一次嘗試描述宇宙大尺度結構所進行的觀測，開始於1977年，在1982年完成最初的數據收集
。第二次的CfA紅移巡天（1985－1995年）可能促成了1989年長城的發現：由星系組成的超星系集團。而讓天文學家訝異的是環繞在四周的空洞（voids），因為它的尺度必須在宇宙開始時就因為重力崩潰才可能形成。從此以後超星系團才被描述為在宇宙宇宙膨脹下的量子漣漪的產物。